# Теодор Ботрел
Жан-Батист-Теодор-Мари Ботрел (на френски: Jean-Baptiste-Théodore-Marie Botrel) е френски певец, автор на песни, поет и драматург.
Роден е на 14 септември 1868 година в бретанския град Динан в семейството на ковач, но още в детска възраст се премества в Париж. Служи 5 години в армията, след което работи като чиновник в железниците, като междувременно участва в любителски театрални постановки и пее свои песни на различни сцени. През 1895 година постига първия си голям успех с песента „La Paimpolaise“ и през следващите години се налага като водеща фигура във френската популярна музика, главно с песни, свързани с родния му Бретан.
Теодор Ботрел умира на 28 юли 1925 година в Понт Авен.